# Jawbox
Jawbox (en français Boîte à mâchoires) est un groupe américain de post-hardcore, originaire de Washington.

## Histoire
Première époque (1989-1997)
De 1986 à 1989, J. Robbins jouait dans la dernière formation de Government Issue, le plus ancien des premiers groupes de punk hardcore de Washington. Après la dissolution de Government Issue, Robbins forme Jawbox avec le bassiste Kim Coletta et le batteur Adam Wade. À l'époque, Robbins et Coletta sont en couple et Wade est un ami de Robbins qui vient de rentrer de l'université. Le nom du groupe est trouvé alors qu'ils lisent Brewer's Dictionary of Phrase and Fable. Le premier concert de Jawbox est aux côtés de Shudder to Think et Fugazi en septembre 1989. La publication de Jawbox est la chanson Bullet Park dans la compilation du magazine Maximumrocknroll en 1989, They Don't Get Paid, They Don't Get Laid, But Boy Do They Work Hard!. Le trio sort un EP démo éponyme fin 1989, suivi d'un deuxième EP éponyme chez Slamdek Records. Début 1990, ils sortent le single Tools & Chrome. Le single est la première sortie que créent Bill Barbot et Kim Coletta, DeSoto Records, qui a d'abord pour distributeur Dischord Records.
En 1991, le groupe sort son premier album Grippe, également publié par Dischord. Grippe est des nouvelles chansons et des réenregistrements de morceaux plus anciens. Ils sortent également un split single avec le groupe Jawbreaker pour le label indépendant Selfless Records, les contributions des deux groupes sont des reprises exclusives à la sortie. Peu de temps après la sortie de Grippe, l'ami et colocataire de Wade, Bill Barbot, rejoint le groupe en tant que guitariste rythmique et chanteur. Jawbox fait des concerts aux côtés de groupes tels que Superchunk, Corrosion of Conformity ou Fuel. Le groupe fait sa première grande tournée aux côtés de Helmet au cours de la seconde moitié de 1991 après la sortie de son premier album, Strap It On.
La première apparition de Barbot en studio avec Jawbox est pour le single Tongues, sorti début 1992. Quelques mois plus tard, le groupe sort son deuxième album Novelty, toujours chez Dischord. L'album donne lieu au premier clip vidéo du groupe, Cutoff. Jawbox part ensuite en tournée avec Shudder to Think. Avant et pendant la tournée, Wade est frustré par les luttes internes du groupe, telles que la fin de la relation amoureuse entre Coletta et Robbins, à la suite Coletta et Barbot commencent une relation amoureuse, suivie du comportement erratique ultérieur de Robbins. Immédiatement après la fin de la tournée, Wade quitte Jawbox et rapidement rejoint Shudder to Think en tant que batteur. Wade est remplacé par le batteur Zach Barocas, un ami du groupe qui vit déjà dans l'immeuble du groupe. Le style de batterie unique de Barocas devient central dans le son caractéristique du groupe, son adhésion incite le groupe à travailler plus collectivement dans son ensemble.
Jawbox fait une série d'apparitions dans des compilations et sort des singles, dont un split single avec le groupe Tar en 1993, dans lequel Tar reprend la chanson de Jawbox Static et Jawbox reprend la chanson de Tar également intitulée Static. Jawbox signe avec le label majeur Atlantic Records plus tard en 1993. En raison de l'implication active de Jawbox dans son propre label DeSoto, le groupe demande des clauses inhabituelles pour son contrat avec Atlantic, telles que la conservation des droits de distribution du vinyle et le contrôle du budget d'enregistrement. À la surprise du groupe, Atlantic accepte les conditions.
Jawbox sort son troisième album For Your Own Special Sweetheart début 1994. L'album atteint la 28e place du Billboard Heatseekers et se vend à environ 50 000 exemplaires au total. Le premier single est Savory, il est diffusé régulièrement sur le programme 120 Minutes de MTV et apparaît également dans un épisode de Beavis et Butt-Head. Le groupe fait une apparition en studio pour 120 Minutes et également fait une apparition dans un épisode de Late Night with Conan O'Brien, jouant Savory dans les deux cas. Ils enregistrent une session radio pour John Peel. Un deuxième single et clip vidéo, Cooling Card, est publié, mais reçoit une attention minimale dans l'ensemble. Tout au long de 1994, le groupe tourne en première partie de Stone Temple Pilots.
En 1995, Jawbox sort un split album live avec Leatherface chez le label indépendant allemand Your Choice Records, dans la série Your Choice Live Series. L'année suivante, Atlantic transfère Jawbox chez TAG Recordings, une nouvelle marque subsidiaire qu'Atlantic crée pour héberger ses artistes de rock alternatif. Le groupe commence à enregistrer des sessions avec le producteur John Agnello pour leur album Jawbox de 1996 (à ne pas confondre avec leurs précédentes sorties éponymes du même nom chez Dischord et Slamdek). Mirrorful est le premier single et la première vidéo à sortir, la vidéo est créée dans 120 Minutes. Une reprise de la chanson de Tori Amos Cornflake Girl est incluse en tant que piste cachée sur Jawbox  puis est publiée en tant que single promotionnel. Le groupe est de la première édition du HFStival. Il tourne ensuite tout au long de 1996 et joue aux côtés de groupes tels que Nada Surf et Rocket From the Crypt. Les estimations minimales des ventes de l'album sont environ 40 000 au total. TAG Recordings est dissous en 1996 ; début 1997, Jawbox et Atlantic/TAG se mettent d'accord pour se séparer.
Séparation (1997-2018)
Barocas décide alors de retourner à New York pour s'inscrire à une école de cinéma. Le batteur Peter Moffett (précédemment de Government Issue et Wool) est nommé pour le remplacer. Le groupe commence à planifier une tournée en Europe ; cependant, les plans de tournée sont abandonnés et Jawbox est officiellement dissous plus tard en 1997. Jawbox sort la compilation My Scrapbook of Fatal Accidents en 1998 avec le label DeSoto, qui comprend des faces B, des extraits, des chansons enregistrées pour les Peel Sessions de 1994, des morceaux live et des reprises.
Après la séparation du groupe, Barbot et Coletta se marient plus tard en 1997. Robbins et Barbot forment également le groupe Burning Airlines avec Moffett. Burning Airlines sort deux albums, en 1999 et 2001. Lors de la tournée en 2001, les attentats du 11 septembre ont lieu au milieu de la tournée et, à ce titre, de nombreux promoteurs et salles refusent d'afficher le nom du groupe. Burning Airlines s'arrête brusquement en 2002. Après l'école de cinéma, Barocas entre dans le groupe The Up on In qui, comme Burning Airlines, se sépare rapidement par la suite. Il rejoint le groupe Bells≥ et commence à publier la revue littéraire en ligne The Cultural Society. Coletta donne naissance à un fils en 2001. Barbot devient propriétaire de Threespot, une agence Web de Washington. Coletta continue également à diriger DeSoto de manière plus permanente et devient enseignante suppléante à Bethesda (Maryland). Wade rejoint Bells≥ en 2008, restant dans le groupe jusqu'en 2013. Wade est impliqué dans de nombreux autres groupes tels que Sweet 75, The Jealous Sound, Film School notamment. Robbins devient producteur, travaillant avec des artistes tels que Texas Is the Reason, Jets to Brazil, Shiner, Against Me!, Clutch...
Le 7 octobre 2009, Jawbox annonce que le groupe se reformera pour une performance unique le 8 décembre 2009, pour un épisode de Late Night with Jimmy Fallon. La performance est censée célébrer la réédition de son album de 1994 For Your Own Special Sweetheart et est leur premier spectacle depuis 1997. Il interprète Savory ainsi que 68 et FF = 66. Robbins déclare que le groupe ne jouera aucun autre concert à ce moment-là en dehors de l'apparition de Late Night, mettant ainsi fin aux rumeurs d'une réunion à part entière.
Deuxième époque (depuis 2019)
En janvier 2019, le groupe annonce sa réunion officielle avec une tournée estivale de 12 dates. Suivent diverses autres tournées et spectacles. En août 2021, Jawbox annonce que Barbot quitte le groupe, en raison du long trajet depuis la nouvelle maison de Barbot dans le Vermont. Il est remplacé par Brooks Harlan, le guitariste et cofondateur du groupe War on Women et un collaborateur musical de longue date de Robbins.
Le 8 juillet 2022, Jawbox sort The Revisionist EP, qui se compose de deux réenregistrements de Grippe (Grip et Consolation Prize) plus une reprise de Wire (Lowdown).

## Discographie
Albums
- Grippe - Dischord Records/Fontana Distribution (1991)
- Novelty – Dischord Records/Fontana Distribution (1992)
- For Your Own Special Sweetheart – Atlantic Records/DeSoto Records (1994)
- Jawbox – TAG Recordings/Atlantic Records/DeSoto Records (1996)

Singles & EPs
- Jawbox EP – autoproduction (1989)
- Jawbox EP – Slamdek Records (1990)
- Tools & Chrome single – Dischord Records/DeSoto Records (1990)
- Air Waves Dreams single – Selfless Records (1991); (split avec Jawbreaker)
- Tongues single – Dischord Records (1992)
- Falk single – Simple Machines (1993); (split avec Crackerbash)
- Static single – Touch & Go Records (1993); (split avec Tar)
- Motorist single – Dischord Records (1993)
- Savory single – DeSoto Records (1993); (split avec Edsel)
- Savory single – Atlantic Records (1994)
- Cooling Card single – Atlantic Records (1994)
- Absenter single – Bacteria Sour (1995)
- Mirrorful single – TAG Recordings/Atlantic Records (1996)
- His Only Trade single – TAG Recordings/Atlantic Records (1996)
- Cornflake Girl single – City Slang (1996)
- The Revisionist EP – autoproduction (2022)